# لیموی ایرانی
لیموی ایرانی (به انگلیسی: Persian lime) که با نام لیموی بدون دانه (به انگلیسی: Seedless lime) هم شناخته می‌شود، یکی از لیموهای اسیدی با میوه درشت است. این نوع لیمو را گاه با لیموی رودان یا لیمو امانی اشتباه می‌گیرند. لیموی رودان از لیموهای اسیدی با میوه کوچک است و به عنوان ترشترین میوه مرکبات مطرح می‌باشد.
زادگاه لیمو ترش در جهان کشور ایران است، در سراسر جهان لیمو ترش را به نام لیموی پرشین می‌شناسند.
آبلیموی رودان که یکی از بهترین و معروفترین عصاره‌های گرفته شده برای درست کردن شربت آبلیمو و لیموناد در جهان است از نوع لیموی رودان گرفته می‌شود.
سه نوع یعنی لیموی ایرانی، لیموی تاهیتی و لیموی بیرس توسط تاناکا در گونه لاتیفولیا (C. latifolia) قرار گرفته‌اند.
قاره آمریکا (برزیل و مکزیک) بزرگ‌ترین پرورش دهنده و صادرکنندهٔ لیموی پرشین در جهان هست و لیموی ایرانی را به اروپا و حتی آسیا صادر می‌کند.